# Renāte Lāce
Renāte Lāce (* 18. Februar 1943 in Riga; † 3. März 1967 ebd.) war eine lettische Sprinterin und Weitspringerin, die für die Sowjetunion startete.
1963 siegte sie bei der Universiade über 100 m und holte Silber über 200 m.
Bei den Olympischen Spielen 1964 in Tokio wurde sie Vierte in der 4-mal-100-Meter-Staffel und erreichte über 100 m das Viertelfinale.
1966 gewann sie bei den Leichtathletik-Europameisterschaften in Budapest Bronze in der 4-mal-100-Meter-Staffel. Im Weitsprung wurde sie Zehnte, und über 100 m schied sie im Vorlauf aus.

## Persönliche Bestleistungen
- 100 m: 11,4 s, 2. Mai 1964, Lesselidse
- 200 m: 23,8 s, 10. Oktober 1965, Alma Ata
- Weitsprung: 6,21 m, 2. September 1966, Budapest